# 名探偵コナン 警察学校編 Wild Police Story
『名探偵コナン 警察学校編 Wild Police Story』（めいたんていコナン けいさつがっこうへん ワイルドポリスストーリー）は、原作：青山剛昌、作画：新井隆広による漫画作品。およびそれを原作とするテレビアニメ作品。
原作の話数カウントは「CASE.○」。

## 概要
『週刊少年サンデー』（小学館）にて、2019年第44号から2020年第51号にかけて不定期掲載された、名探偵コナンのスピンオフ作品である。単行本は上下2巻。
名探偵コナン本編の7年前、警視庁警察学校で同期だった、降谷零、松田陣平、伊達航、諸伏景光、萩原研二の5人の、鬼塚教場での半年を描いた作品。降谷以外のそれぞれのキャラクターをメインとしたエピソードごとに不定期で掲載されており、松田編（2019年第44号 - 第46号）、伊達編（2020年第10号 - 第12号）、萩原編（2020年第27・28合併号 - 第30号）、諸伏編（2020年第48号 - 第50号）、エピローグ（2020年第51号）が順次発表され完結した。連載週になると、公式Twitterに『Next Police Academy』として下書き修正画が予告として投稿された。

## あらすじ
舞台は『名探偵コナン』本編から7年前の警視庁警察学校。本編で主要人物である降谷零（安室透 / バーボン）と、その同期の松田陣平、伊達航、諸伏景光、萩原研二の、警察学校時代の話を描く。

### 松田編（CASE.1 - 3）
警察を嫌っていた松田は、優等生タイプであり真面目な性格の降谷とは性格が合わず、殴り合いの喧嘩になることもあった。松田が警察嫌いであるにもかかわらず警察学校に入校したことを疑問に思った降谷は、調べていくうちにプロボクサーであった松田の父が誤認逮捕されて引退に追い込まれ、それが原因で松田が警察を恨むようになったという過去を持つことを知る。
そんな中、屋根の補修工事に来ていた作業員が屋内の天井から転落し、それを助けようとした教官の鬼塚八蔵が巻き込まれ、首吊り状態になる事故が発生するが、同期の5人はそれぞれ協力し合い、鬼塚の救出に成功する。事故解決後、降谷と松田はお互いの警察志望動機を話し、打ち解ける。

### 伊達編（CASE.4 - 6）
ある日の逮捕術の授業中、伊達と降谷が練習試合を行う。降谷は伊達が前の試合で痛めた膝をあえて攻撃せず完敗した結果、伊達からは「誰よりも強くなければ正義は遂行できない」という厳しい言葉を投げかけられる。その夜、降谷は伊達とコンビニエンスストアに向かう。その道中で伊達が子供の頃、共にコンビニ強盗に巻き込まれた伊達の父が、警察官でありながら強盗犯に土下座して懇願したうえ、木刀による殴打で全治1年の怪我を負い、辞めることになったという過去を知る。
その直後、降谷と伊達はコンビニ強盗に遭遇して客たちと共に監禁されてしまうが、降谷は看板照明によるモールス信号で外にいる諸伏に合図し、救援を要請する。諸伏たちは警察学校の仲間を多数呼び、コンビニ強盗を数で制圧する。
事件解決後、伊達は萩原に「伊達の父と同じ事をしたまでだ」と言われる。実は、伊達の父は外にコンビニ強盗の仲間が大勢いたことに気づいており、警察の仲間に連絡した後は客たちを巻き込まないために立ち向かわないでいたのであった。その場に居合わせていた萩原から真相を聞かされた伊達は、父のことを尊敬し直す。

### 萩原編（CASE.7 - 9）
機械いじりが好きな萩原と松田は、機動隊の爆発物処理班にスカウトされる。松田は喜んでスカウトを受けるが、萩原は「何もかも順調だと、これは破滅への入り口なんじゃないかっていうブレーキがな」と、スカウトを受けることを躊躇う。
そんな中、トラックの運転手がアクセルを踏んだまま病気で気絶し、その後方部に乗用車が突っ込んで暴走する事故が発生し、5人は解決に動く。トラックは、工事中かつ道先が途切れたままの高速道路に入り込む。萩原のドライビングテクニックによって松田が乗用車をトラックから切り離し、降谷はトラックの運転席に入り込むが、ブレーキを踏んでも停止が間に合わないことに気づいた萩原は、降谷にアクセルを踏み込ませ、トラックは途切れていた部分を飛び越えて対岸の道路に着地する。それを見た萩原は、「たまにはアクセルを踏み込むことも悪くねぇか」と考える。

### 諸伏編（CASE.10 - 12）
15年前に両親を殺されたという過去をもつ諸伏は、事件発生時に犯人の左腕の肩口に入ったゴブレットの刺青を目撃していた。伊達編で松田から「バイク店でゴブレットの刺青を入れていた男を見た」と聞いてから、諸伏はバイク店にその客のことを聞きに通うようになる。
そんな中、諸伏は捜索願が出された女児が小学生の時に盲腸炎で死亡した同級生の有里に似ていたことから、その事件に関係があるのではないかと考えていた。その様子を見ていた同期の4人は、「鉄の匂いが立ち籠める恐怖の夜」についてを諸伏から聞き出し、捜査に協力する。やがて、諸伏が犯人を目撃したのはクローゼットのスリットからではないかという結論にたどりついた5人は犯人のもとへ向かい、紆余曲折を経て確保に成功する。

### 降谷編（LAST CASE）
警察学校での半年間の生活が終わり、5人は無事に卒業する。
しかし、萩原は警備部機動隊の爆発物処理班に配属されたが、7年前に爆弾事件に巻き込まれ、殉職する。

松田は当初、萩原と同じく警視庁警備部機動隊爆発物処理班に配属され、後に捜査一課強行犯係に転属となったが、3年前に萩原の事件と同じ犯人が引き起こした爆弾事件に巻き込まれ、殉職する。

諸伏は警視庁公安部に配属され、降谷と共に黒ずくめの組織への潜入捜査中だったが、3年前に正体が露呈して自殺する。

伊達は警視庁捜査一課強行犯係に配属され、高木刑事の教育係を務めるなど慕われていたが、1年前に交通事故に遭い、殉職する。
そして現在、唯一の生存者となった降谷が、かつての仲間である4人のことを思い浮かべながら、喫茶ポアロの店員として、黒の組織の一員として、そして公安警察官として活動を続けている場面で、物語は幕を閉じる。

## 登場人物

### 主要人物
降谷 零（ふるや れい）
声 - 古谷徹
本作の主人公の1人。22歳。
全科目オールAという抜群の成績で入校し、入校式では総代を務めた。真面目過ぎる性格とハーフの見た目が災いし、他の学生とのイザコザが絶えない。
急に姿を消してしまった宮野エレーナを探すために警察になることを志望した。
警察学校での学業も優秀であり、射撃の腕前も確かで、家庭環境的に英語もそれなりに出来る。
趣味はボクシング、ギター。料理は得意ではなかったが、諸伏に教えてもらうきっかけが描かれている。その他、マツダ・RX-7 FD3Sに興味を持つ事や萩原のドライビングテクニックに憧れる事、松田から爆弾処理を習う事が描かれているなど、7年後の『名探偵コナン』本編で描かれる降谷の趣味・特技のきっかけを警察学校で得ている。
卒業式では生徒代表として卒業証書を授与された。
松田 陣平（まつだ じんぺい）
声 - 神奈延年
本作の主人公の1人。22歳。
傍若無人で協調性が無く、教官にタメ口で話すこともある。しかし、実技や専門知識のレベルは高いため入校できた。
プロボクサーである父・丈太郎にボクシングを仕込まれたためケンカは強い。しかしその父が誤認逮捕され、後に容疑は晴れたもののボクシングをやめ酒に溺れてしまったことから警察を恨んでおり、「警視総監をぶん殴ってやりたい」という理由で警察を志望した。
そのため、「警察大好きっていう根性」をもつ降谷とは当初は馬が合わず、殴り合いになることもあった。しかし、お互いに警察の志望動機を話し、打ち解ける。
幼少期から機械を分解する癖があるため機械に強く、拳銃を分解して異常を見つけ、3分で正常な状態に戻したり、バイクの音を聞いて異常に気づいたりすることが出来る。そのため、機動隊の爆発物処理班に萩原と共にスカウトされた。
初めて分解したのは扇風機。分解して一番怒られたのは萩原千速の携帯。ポルシェをガルウィングにしようとした事もある。
萩原とは小学生時代からの付き合いで、仲が良い。差し歯をしている。
名前の由来は、『太陽にほえろ!』のジーパン役の松田優作から。
伊達 航（だて わたる）
声 - 藤原啓治 / 東地宏樹
本作の主人公の1人。22歳。鬼塚教場班長。
リーダーシップがあり、総合力も降谷に次いでNo.2。
元警察官の父をもつ。しかし、子供の頃に父とともにコンビニ強盗に遭遇した際、父が強盗犯に対して土下座して懇願し、さらに警察だと知った強盗犯に木刀で何度も殴られる姿を見てしまう。そのことがきっかけで、誰よりも強くなければ正義は遂行できないと考えるようになる。
だが、その時父は強盗犯の仲間が近くに大勢潜んであることを知っていたため、周りを巻き込まないために土下座していた。そのことを知った伊達は父のことを尊敬し直し、父と同様に口に爪楊枝を咥えるようになる。
ナタリー・来間（ナタリー くるま、声 - 茅野愛衣）という彼女がいる。
諸伏 景光（もろふし ひろみつ）
声 - 緑川光（幼少時代：金元寿子）
本作の主人公の1人。22歳。長野県出身。兄は長野県警の諸伏 高明（もろふし たかあき、声 - 速水奨、岡本信彦（幼少時代））。
趣味はベースと料理で、得意料理はビーフシチュー。
15年前に両親を何者かに殺害され、更に犯人の姿を目の前で目撃したことからトラウマを抱え、失声症になる。その後は兄と別れて東京の親戚に預けられ、そこで降谷と出会い、「しゃべった方が楽しいぞ?」と声をかけられたことで失声症が治る。また事件当初はショックで軽い記憶喪失になっていたが、現在は色々思い出してきており、両親を殺した犯人を捕まえるために警察を志望し、入校する。
警察官になってから顎ひげを生やしたきっかけが描かれている。
名前の由来は、降谷の声優・古谷徹に『新機動戦記ガンダムW』のヒイロ・ユイとその声を担当している緑川光を入れて欲しい」と頼まれたことから。
萩原 研二（はぎわら けんじ）
声 - 三木眞一郎
本作の主人公の1人。22歳。姉は神奈川県警の萩原 千速（はぎわら ちはや）。
お調子者だが人当たりが良く、優れた洞察力を持ち、女性にかなりモテる。趣味はカラオケ、ドライブで、好きな車はマツダ・RX-7 FD3S。
父が自動車の修理工場を営んでいたが、景気が悪くなり倒産した。そのため、「絶対に倒産しない」という理由で警察を志望した。
名前の由来は、『太陽にほえろ』でジーパン役の松田優作の前に死亡したマカロニ役の萩原健一から。

### 警察関係者
鬼塚 八蔵（おにづか はちぞう）
声 - 大塚芳忠
警視庁警察学校初任科鬼塚教場教官。48歳。
自身の教場の問題児たちには手を焼いている。
殉職した先輩刑事の佐藤正義（さとう まさよし）の愛車である、マツダ・RX-7 FD3Sを、正義の娘である佐藤美和子（さとう みわこ）が「刑事になる」と宣言した4年前から預かっている。
百田 陸朗（ももた ろくろう）
警視総監。

### 主要人物の親族
松田 丈太郎（まつだ じょうたろう）
陣平の父。プロボクサー。
ある日、男2人の小競り合いを目撃したが、タイトル戦を控えていたため無視した。翌日、その2人のうち1人が死体で発見され、その死体が丈太郎と因縁のあるプロボクサーであったため誤認逮捕されてしまう。後に真犯人は捕まったものの、このことがきっかけでボクサーを辞めることになり、酒に溺れてしまう。
伊達の父
声 - 多田野曜平
元交番勤務の巡査。ヒョロヒョロとした体格をしているため、舐められないために爪楊枝を咥えている。
ある日、伊達と共にコンビニ強盗に遭遇した際、コンビニの周りに強盗犯の仲間が大勢いることに気づき、伊達や周りの客を守るために土下座したものの強盗犯から暴行を受け、全治1年の怪我を負う。その怪我が元で警察を辞めることになり、現在は清掃の仕事をしている。

### 諸伏の両親を殺害した容疑者
15年前、長野で小学校の教師をしていた諸伏の両親が何者かに殺害された事件（長野夫婦惨殺事件）。その現場にいた当時小学生だった諸伏景光は犯人の刺青を目の前で目撃するも、いつの間にか眠ってしまい、翌日に中学の林間学校から帰って来た諸伏高明に起こされた。現在も犯人は捕まっていない。
入江 角夫（いりえ すみお）
46歳。14年前から金物店を営んでおり、無口だが「腕は確か」と評されている。肩に優勝カップの刺青を入れている。長野弁を話す。
外守 一（ともり はじめ）
声 - 渋谷茂
50歳。伯父が営んでいたクリーニング店を継いでいる。工学部出身で、簡単な電化製品なら直すことが可能。事故死した母親と妻の弔いのため、左腕に観音像の刺青を入れている。入江とは同郷である。
物部 周三（ものべ しゅうぞう）
声 - 福西勝也
35歳。バイク店の店員。首の後ろにサソリの刺青を入れている。

### その他
毛利 小五郎（もうり こごろう）
鬼塚教官の説明でのみ登場。拳銃での射撃技術は降谷以上であったことが示唆されている。
榎本 梓（えのもと あずさ）
声 - 榎本充希子

佐藤 美和子（さとう みわこ）
声 - 湯屋敦子
宮本 由美（みやもと ゆみ）
声 - 杉本ゆう
二人とも最終話に後ろ姿と台詞のみで登場。
江戸川 コナン（えどがわ こなん）
声 - 高山みなみ
アニメ版のみ登場。冒頭で物語の解説を行う。

## 書誌情報
- 青山剛昌（原作）・新井隆広（作画）『名探偵コナン 警察学校編 Wild Police Story』小学館〈少年サンデーコミックス〉、全2巻
  1. 2020年11月18日発売[2][11]、ISBN 978-4-09-850367-4
  2. 2020年12月18日発売[12]、ISBN 978-4-09-850368-1

## テレビアニメ
2021年8月4日、同日発売の「週刊少年サンデー」第36・37合併号で、コミックス100巻プロジェクト始動を発表。その一環として、テレビアニメ制作が決定した。『まじっく快斗』（トムス版）と同様に『名探偵コナン』の枠にて2021年12月4日から2023年3月11日まで不定期放送された。
本作の原作版には登場しなかったコナンが登場し、『まじっく快斗』（トムス版）と同様に冒頭部で簡単な説明を行うほか、ナレーションとしても登場している。

### スタッフ
- 原作 - 青山剛昌、新井隆広（小学館「少年サンデーコミックス」刊）
- キャラクターデザイン - 須藤昌朋
- 美術監督 - 荒井和浩
- 撮影監督 - 吉田雅紀、小川隆久
- 音響監督 - 浦上靖之、浦上慶子
- 音楽 - 大野克夫
- 編集 - 岡田輝満
- ストーリーエディター - 飯岡順一
- 色彩設計 - 海鋒重信
- 制作担当 - 藤田珠生（CASE.伊達航 - CASE.諸伏景光）、福西将士（CASE.降谷零）
- チーフプロデューサー - 佐々木加奈（CASE.松田陣平 - CASE.諸伏景光）→永井幸治（CASE.降谷零）、寺島清晃（CASE.伊達航 - CASE.降谷零）
- プロデューサー - 汐口武史、寺島清晃（CASE.松田陣平）→藤堂真孝（CASE.伊達航 - CASE.降谷零）
- アソシエイトプロデューサー - 近藤秀峰
- 監督 - 山本泰一郎、鎌仲史陽
- 音響効果 - 横山亜紀、石野貴久
- スーパーバイザー - 諏訪道彦
- 制作 - ytv、トムス・エンタテインメント

### 各話リスト
| 放送日         | 話数 | 『名探偵コナン』 通算話数 | サブタイトル  | 構成                | 絵コンテ            | 演出       | 作画監督                                  | 作画監修          | 原作         |
| -------------- | ---- | ------------------------- | ------------- | ------------------- | ------------------- | ---------- | ----------------------------------------- | ----------------- | ------------ |
| 2021年 12月4日 | 1    | 第1029話                  | CASE.松田陣平 | 鎌仲史陽            | 鎌仲史陽            | 鎌仲史陽   | 大友健一 たなかみほ 長野まりえ            | 牟田清司          | File.1 - 3   |
| 2022年 3月12日 | 2    | 第1038話                  | CASE.伊達航   | 山本泰一郎          | 山本泰一郎          | 山本泰一郎 | 大友健一 津吹明日香 牛ノ濱由惟 長野まりえ | 牟田清司          | File.4 - 6   |
| 5月7日         | 3    | 第1042話                  | CASE.萩原研二 | 鎌仲史陽            | 鎌仲史陽            | 鎌仲史陽   | 大友健一 津吹明日香                       | 牟田清司          | File.7 - 9   |
| 10月29日       | 4    | 第1061話                  | CASE.諸伏景光 | 金井次朗            | 金井次朗            | 山本泰一郎 | 須藤昌朋 （総作画監督） 岩井伸之          | -                 | File.10 - 12 |
| 2023年 3月11日 | 5    | -                         | CASE.降谷零   | 山本泰一郎 金井次朗 | 山本泰一郎 金井次朗 | 山本泰一郎 | 大友健一                                  | 須藤昌朋 牟田清司 | File.13      |